# 粟田神社
粟田神社（あわたじんじゃ）は、京都市東山区粟田口鍛冶町にある神社。旧社格は府社。

## 祭神
- 主座 - 素戔嗚尊、大己貴命
- 左座 - 八大王子命
- 右座 - 櫛稲田姫命、神大市比賣命（カムオオイチヒメノミコト）、佐須良比賣命（サスラヒメノミコト）
- 右座外殿合祀神 - 竹生嶋社、猿田彦社、度会社、天御中主神、加茂社、日吉社、和歌三神、手力雄社、崇徳天皇

左座の八大王子命は素戔嗚尊の八柱の御子神であり、八島士奴美神、五十猛神、大屋彦神、大屋津媛神、抓津媛神、須勢理媛神、大年神、宇迦之御魂神とされる。

## 歴史
平安時代、清和天皇の時代の貞観18年（876年）春に神祇官並びに陰陽寮より「この年隣境に兵災ありて、秋には疫病多いに民を悩ます」と天皇に奏上された。そこで直ちに勅が発せられ、全国の諸神に御供えをして国家と民の安全を祈願された。その際、従五位上出羽守藤原興世は勅使として感神院祇園社（現・八坂神社）に七日七晩丹精を込めて祈願された。その満願の夜、興世の枕元に一人の老翁が立ち、「汝すぐ天皇に伝えよ。叡慮を痛められること天に通じたる。我を祀れば、必ず国家と民は安全なり」と告げられた。興世が「このように云われる神は、如何なる神ですか？」と尋ねると、老翁は「我は大己貴神なり。祇園の東北に清き処あり。其の地は昔、牛頭天王（ゴズテンノウ=スサノオノミコト）に縁ある地である。其処に我を祀れ」といって消えました。興世は夢とは思わず神意なりと朝廷に奏上し、勅命により直ちにその地に社を建てて御神霊をお祀りした。
また一説には、孝昭天皇の分かれである粟田氏がその地を治めていた時に氏神として当社を創建したともいわれている。
この後、当社は青蓮院の鎮守社となっている。
当社は感神院祇園社と同じく素盞鳴尊、大己貴命を祭神とするところから感神院新宮（カンジンインシングウ）とよばれていた、また粟田天王宮とも称されていたが、明治時代になり粟田神社と改称されて府社に列せられた。
京の七口の一つである粟田口に鎮座し、古くから旅立ち守護の神として崇敬を集めており、現在でも旅行に出発するに際し絵馬を奉納したりお守りを買い求める人がいる。

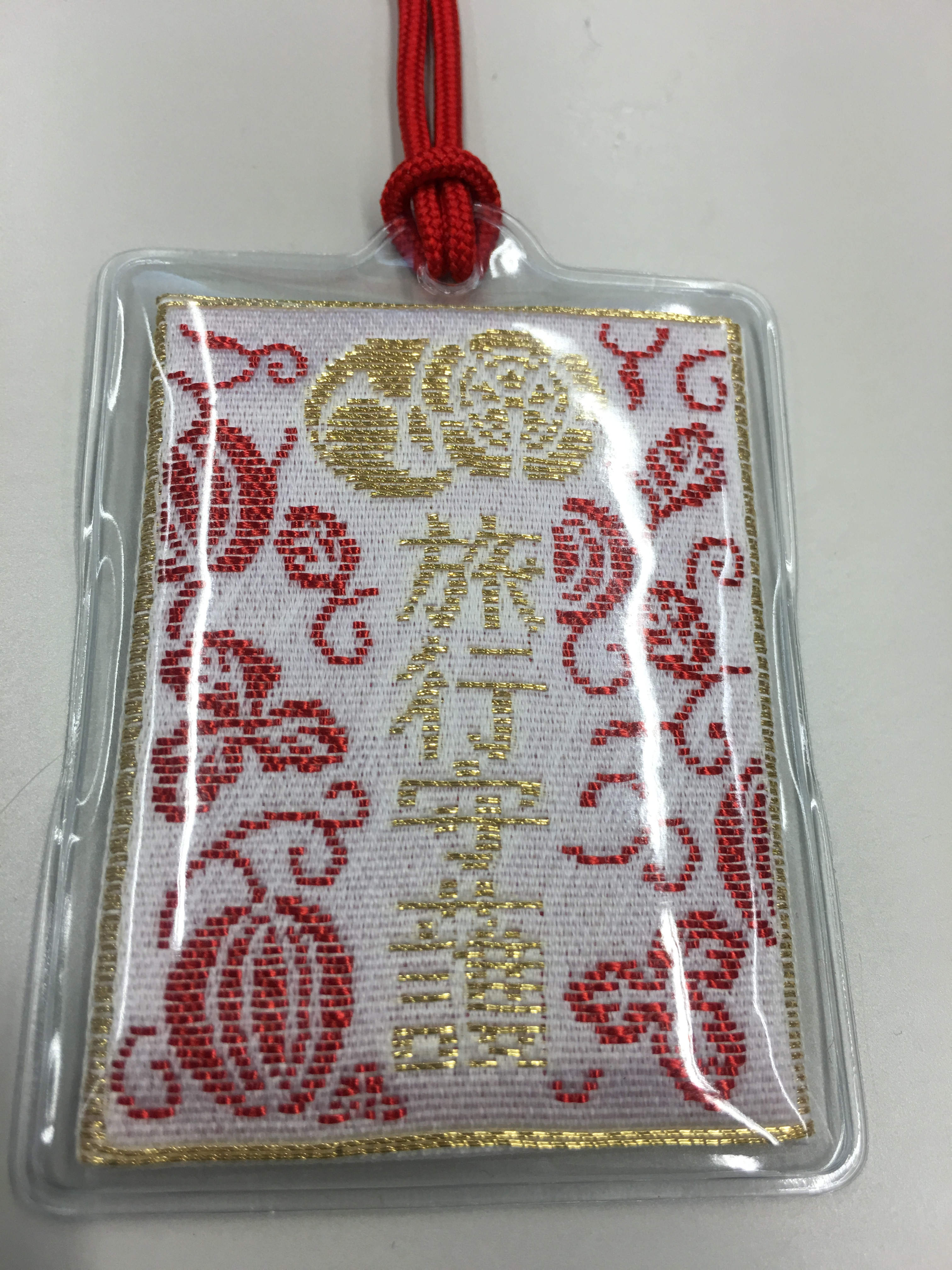
お守り

当社がある粟田口近辺には往古刀工が在住し、屋号は粟田口、あるいは三条通に面したことより三条小鍛冶とも号した。平安時代から鎌倉時代にかけては三条宗近、粟田口吉光等の名工を輩出している。室町時代には名工は見られないが依然としてその名は高く、室町時代の狂言『粟田口』の題材としても使われている。こういったことから当社には鍛冶神社があり、刀工の三条宗近、粟田口吉光、作金者（かなだくみ）の祖である天目一箇神を祀っている。

## 祭礼

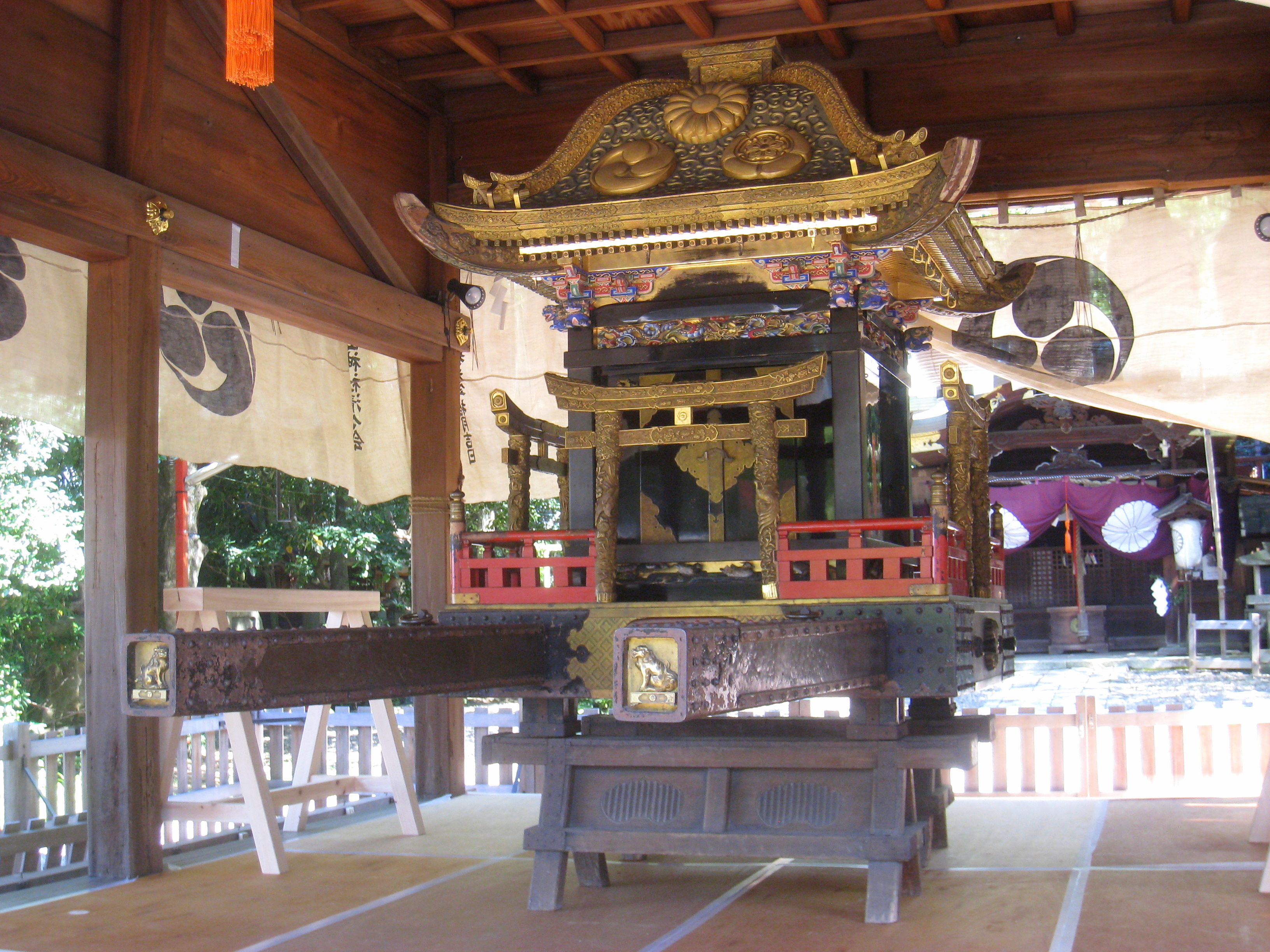
粟田祭で用いられる神輿

10月の体育の日前日に行われる夜渡り神事、体育の日に行われる神幸祭、10月15日に行われる例大祭を総称して、粟田祭（あわたまつり）または粟田神社大祭（あわたじんじゃたいさい）または粟田口祭（あわたぐちまつり）と呼ばれる。
粟田祭のはじまりは、長保3年（1001年）旧暦9月9日の夜、一人の神童が祇園社に現れて神人に「今日より7日後に祇園社の東北の地に瑞祥が現れる。そこに神幸すべし」と告げられ、7日後の9月15日、お告げ通り瑞光が現れた。その瑞光が現れた場所が当社であり、これが粟田祭の始まりとされている。
かつての例祭日は9月15日（旧暦）。神幸祭には剣鉾巡行と神輿渡御が行われ、粟田祭の剣鉾は祇園祭の山鉾の原形といわれている。かつては岡崎神社の岡崎祭と祭日が重なっていたが、やがて岡崎祭は粟田祭と1日ずらして10月16日に開催されるようになった。
剣鉾は御霊会に使用する祭具であり、京都の祭礼に多く見られる。2012年（平成24年）時点で京都市内には51社が剣鉾を受け継いでいるという。粟田神社には室町時代や江戸時代に製作された剣鉾が計18基伝わり、それぞれ長さ7-8m、重さ40-60kg、巨大な槍状である。祭礼時には1人の差し手が剣鉾を垂直に持ち上げて運ぶ。京都で粟田祭は（祇園祭に次ぐ）「もう一つの鉾まつり」と呼ばれる。1996年までは他地域から鉾の差し手を募集していたが、その後は剣鉾奉賛会の尽力で地元出身の差し手が増加した。2011年には1基が新調され、「鶴鉾」と名付けられた。2012年（平成24年）までには粟田祭に登場する剣鉾が1基から6基に増えた。
享保2年（1717年）頃に成立した『京都御役所向大概覚書』には、「神輿壱基神幸道粟田口より三条黒谷海道上江二条通迄、南禅寺松原惣門迄」とある。1959年（昭和34年）の台風で壊れた拝殿の屋根の修復費がかさんだことから、1960年から神輿の巡行は途絶えていたが、粟田祭が始まってから1000年目にあたる2000年には神輿の巡行が復活した。
1830年代まではねぶたを想起させる灯篭が存在していたが、その後途絶えたという。京都造形芸術大学の学生らがデザインを手がけ、2008年（平成20年）には幅2m×高さ2.5m×奥行3m程度の灯篭5基（粟田大燈呂）が復活した。

## 境内
- 本殿（京都市指定有形文化財）
- 幣殿（京都市指定有形文化財）
- 拝殿（京都市指定有形文化財） - 元禄16年（1703年）再建。
- 神楽殿
- 社務所

## 摂末社

### 摂社
- 北向稲荷神社
- 出世恵美須神社 - もとは東山区蹴上の夷谷で祀られていた。平安時代末期に源義経が陸奥国の平泉に下向する際に、源氏再興の祈願をして後に願いがかなったことから出世恵美須神社と呼ばれるようになったという。その後、当社の北にあった金蔵寺で祀られていたが、明治時代に現在地に移された。御神体である神像は最澄の作と伝わる日本最古の寄木造りの恵美須神像である。
- 聖天社 - 当社の別当をしていた湛海寶山律師が刻んだ聖天像が残されている。湛海はこの後大和国の生駒山に入り、宝山寺を建立して聖天を祀っている。

### 末社
- 大神宮 - もとは青蓮院の坊官・鳥居小路家の邸内にあった鎮護神で、明治時代に現在地に移された。
- 鍛冶神社 - 祭神：三条小鍛冶宗近命、粟田口藤四郎吉光命、天目一箇神。粟田神社参道中腹、東側に位置している[11]。刃物、鍛冶及び勝運、開運の社として知られる[4]。
- 多賀社
- 朝日天満宮
- 吉兵衛神社
- 太郎兵衛神社

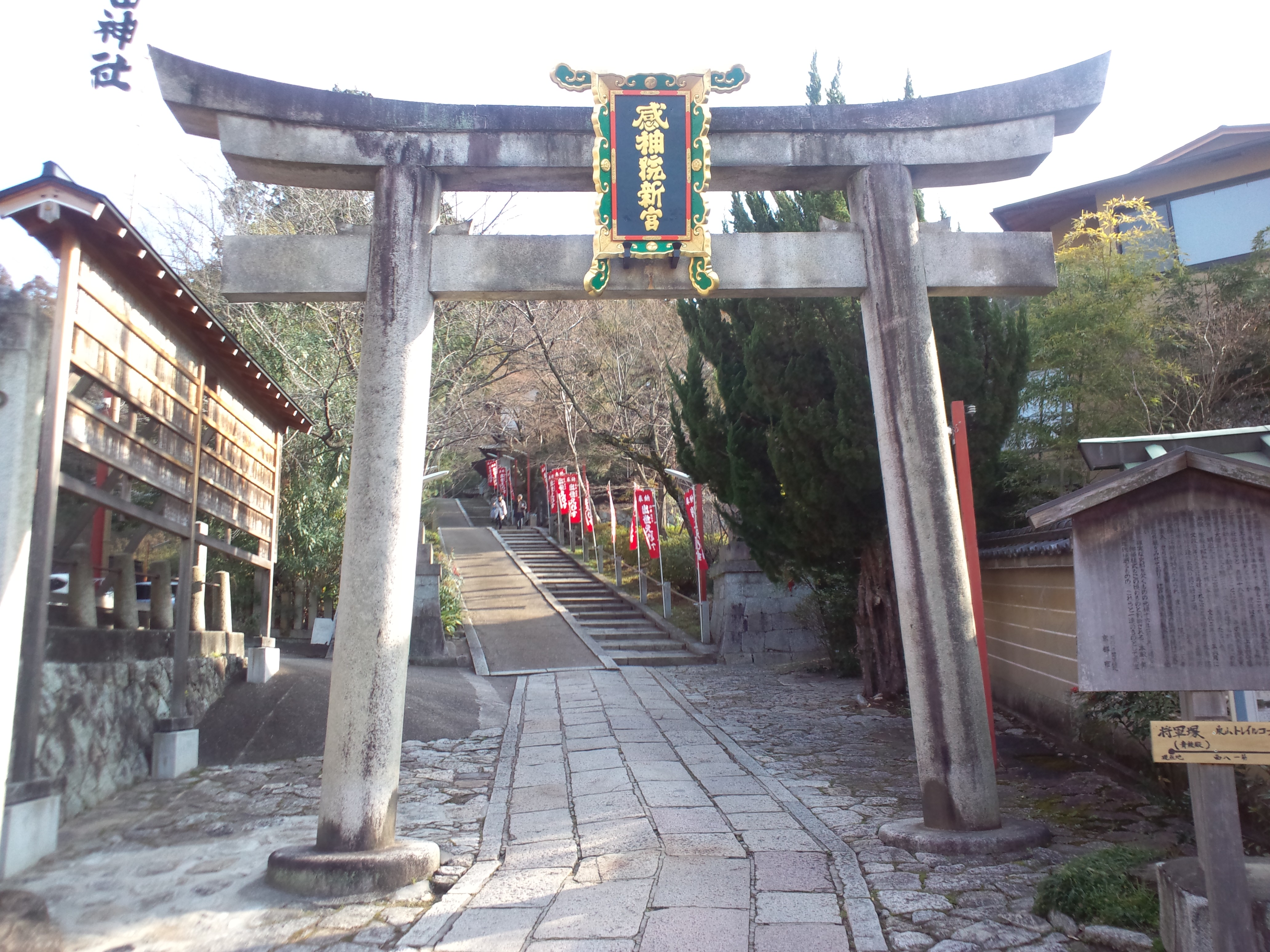
入口石鳥居
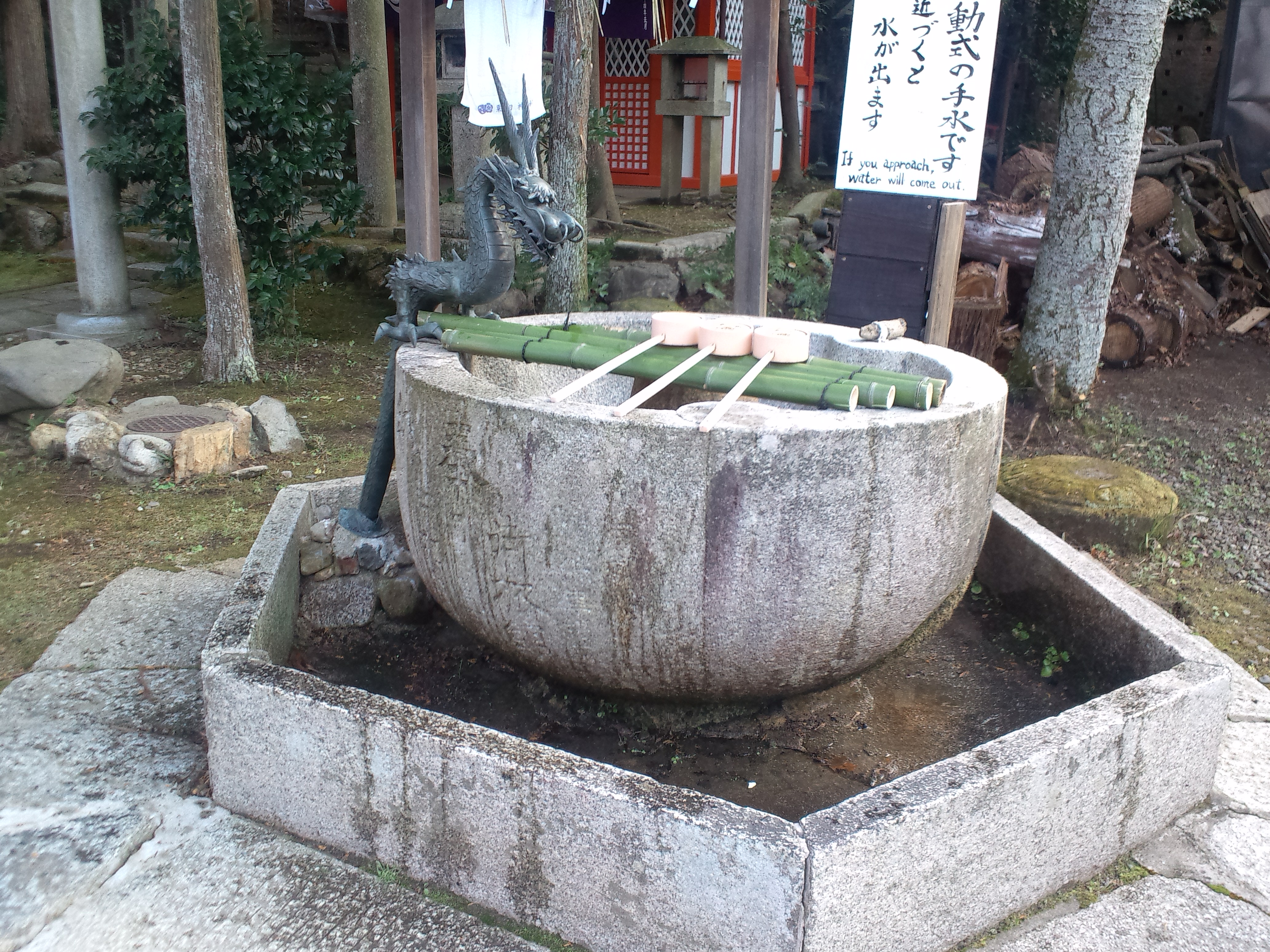
手水舎
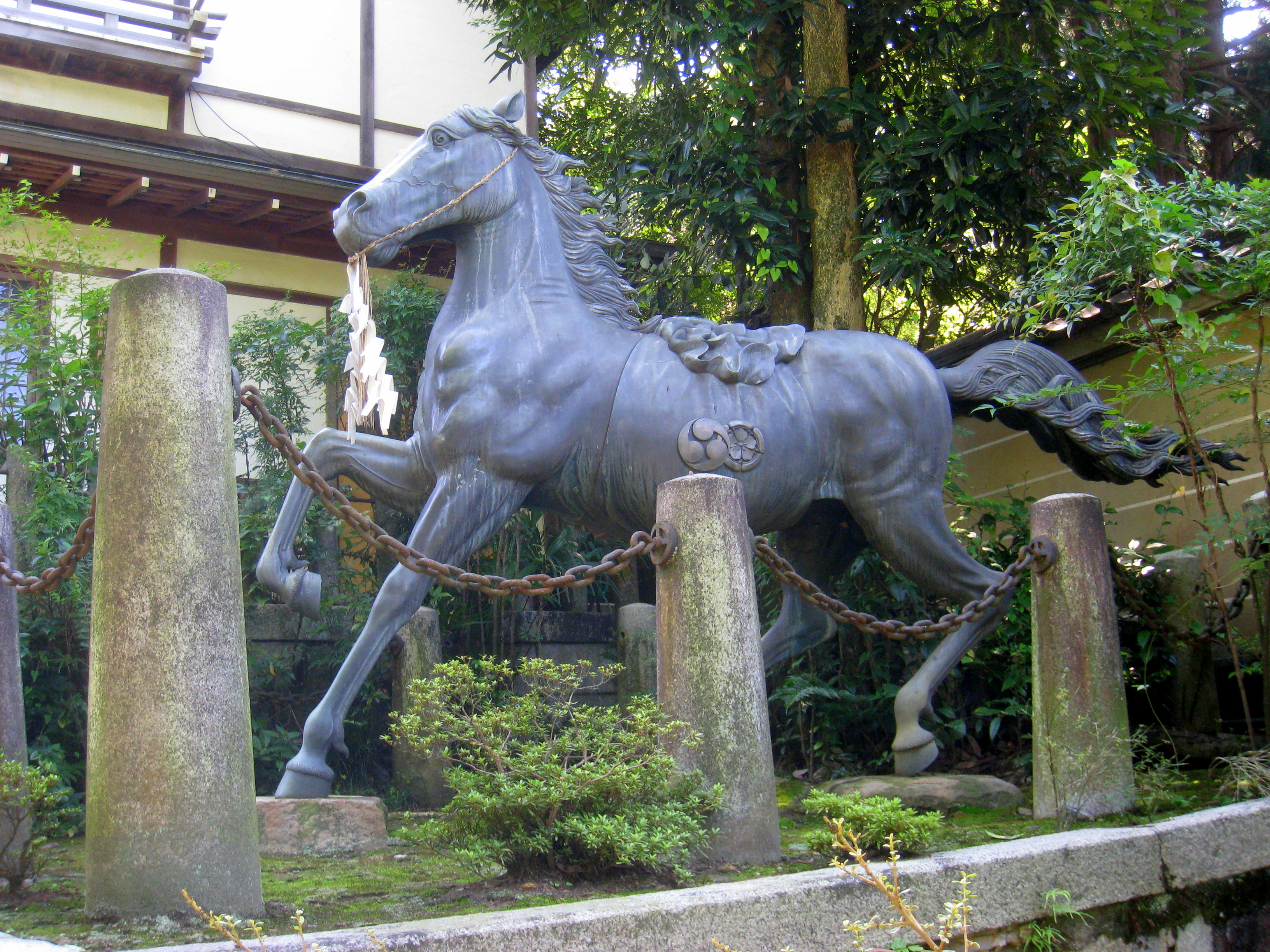
神馬像
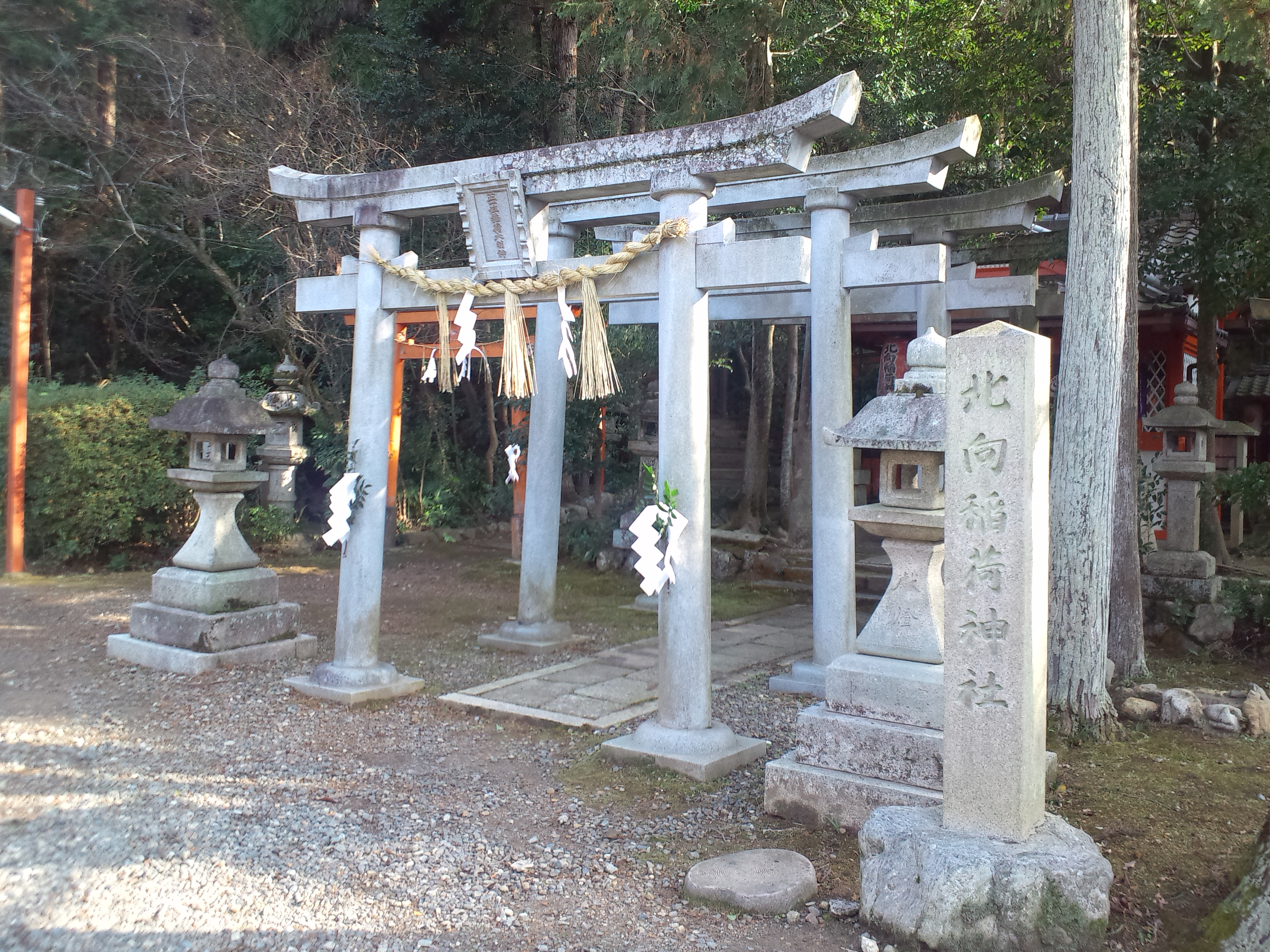
北向稲荷神社
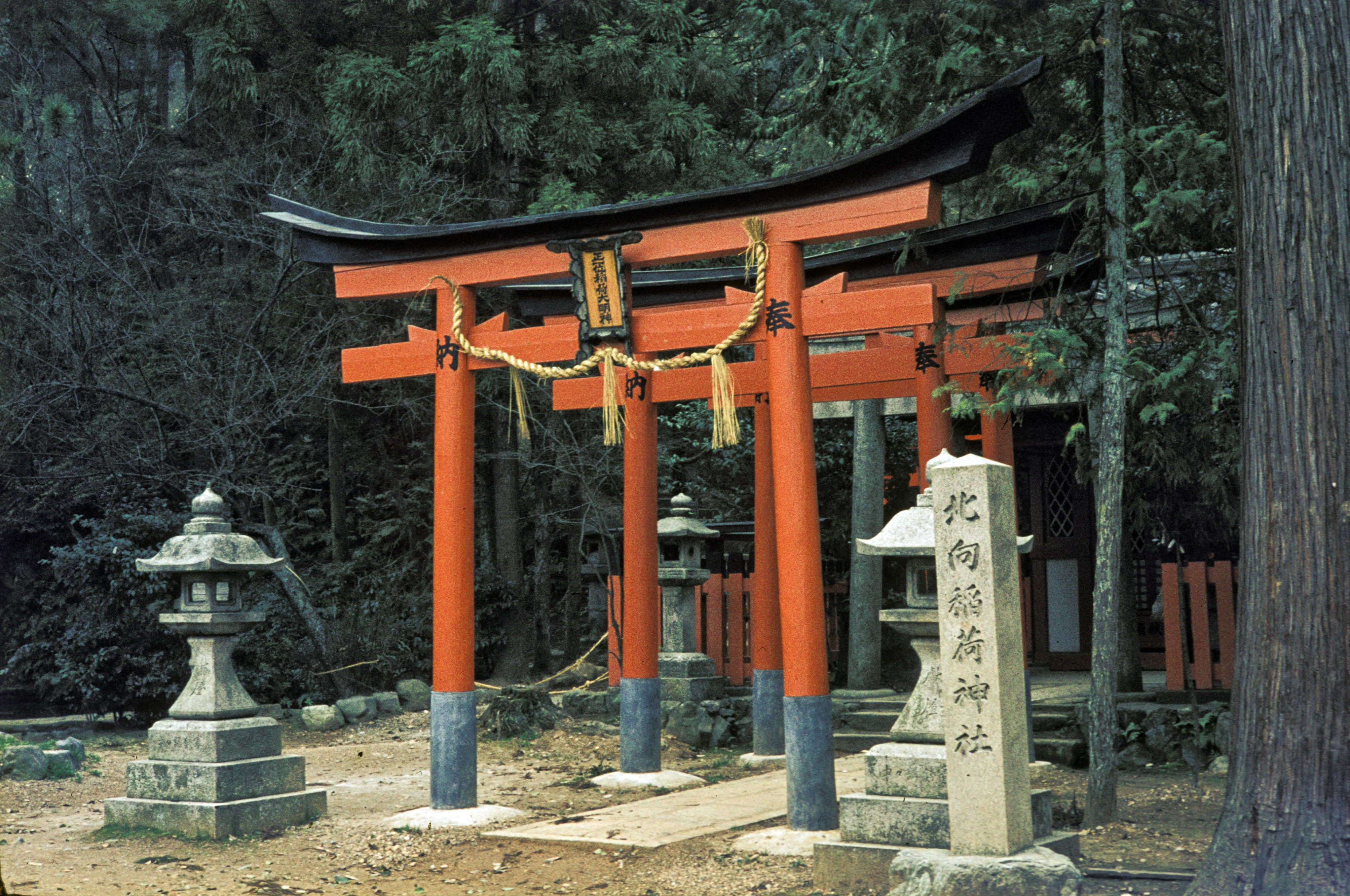
北向稲荷神社
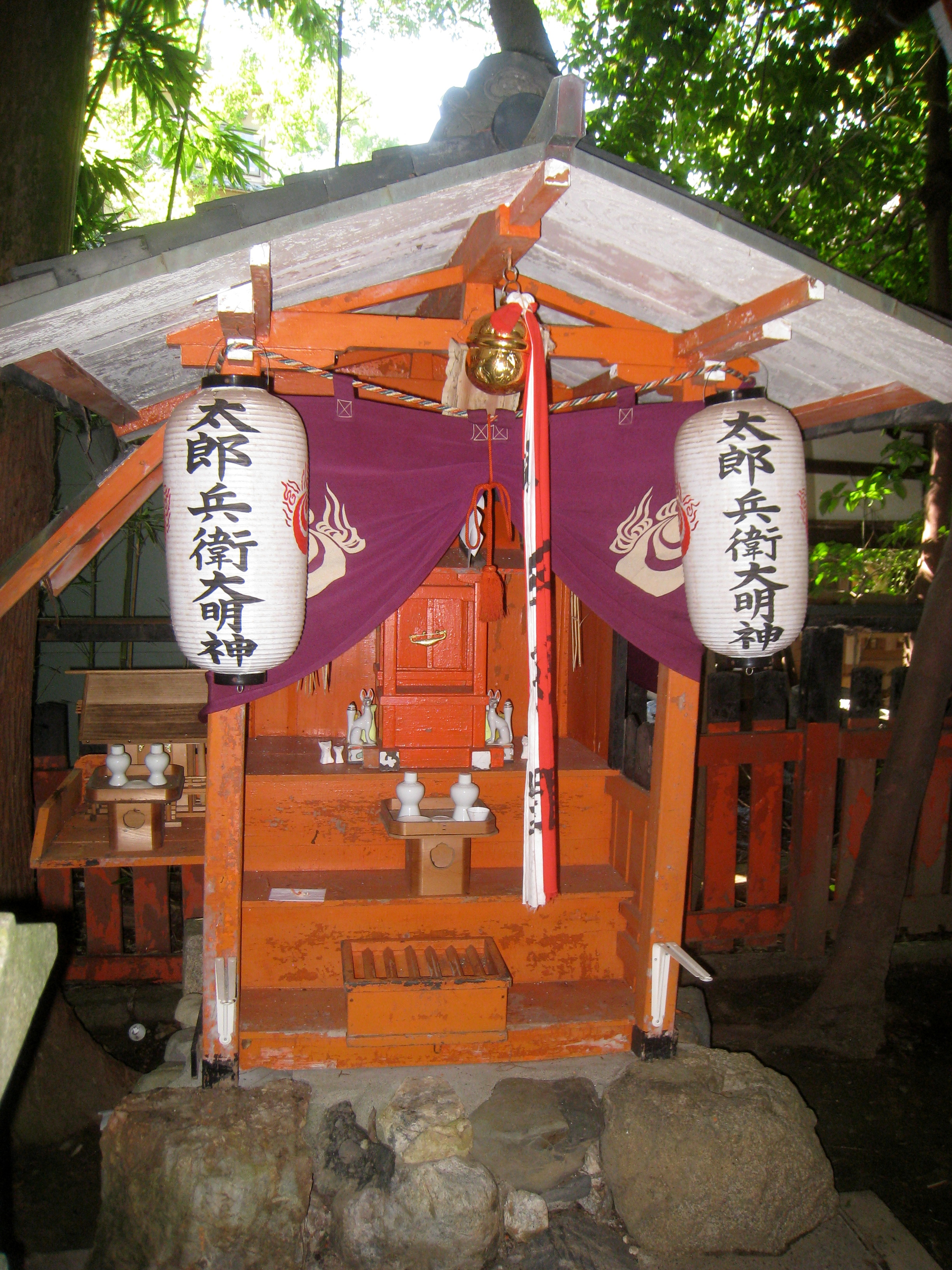
太郎兵衛神社
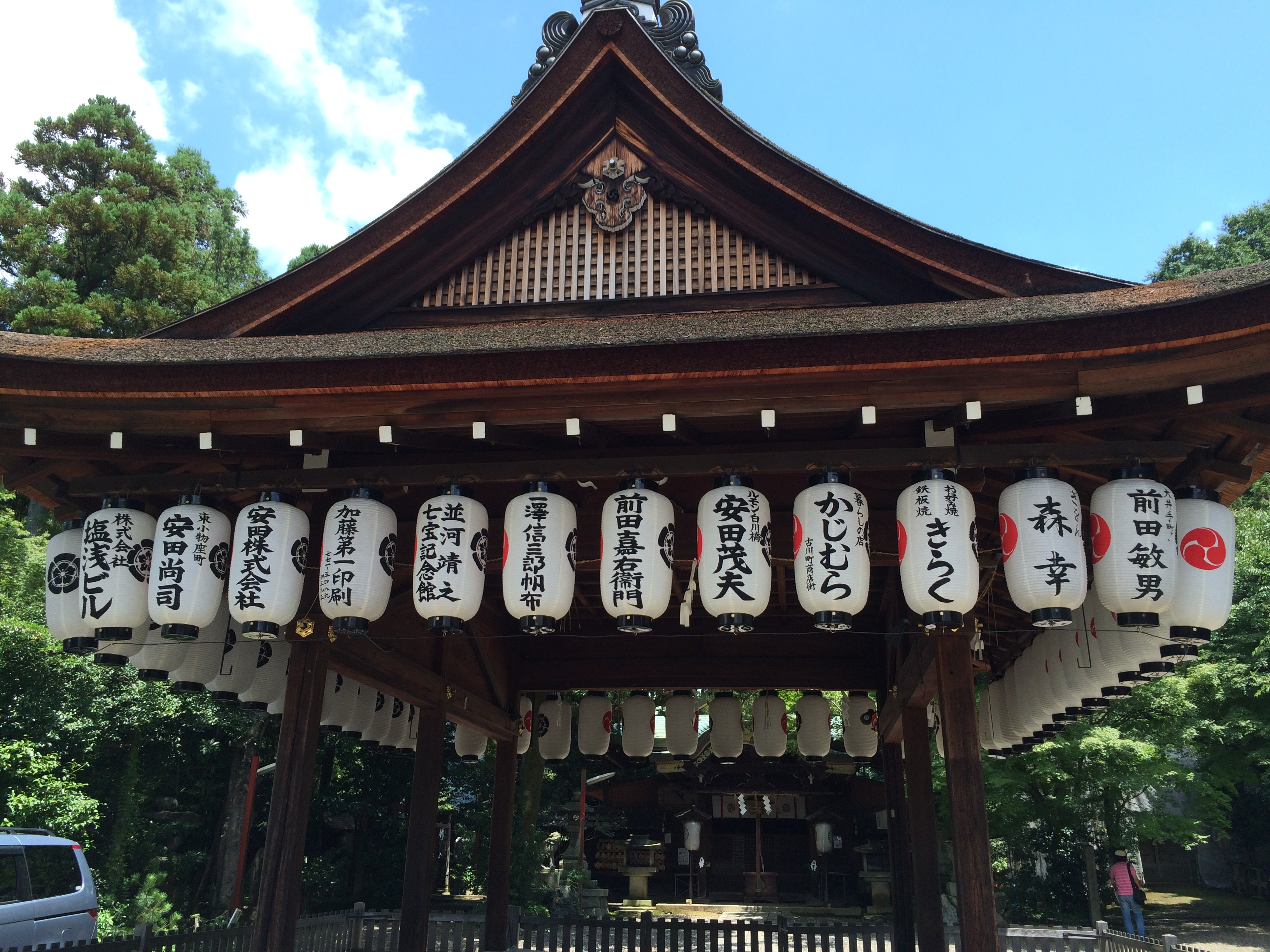
拝殿
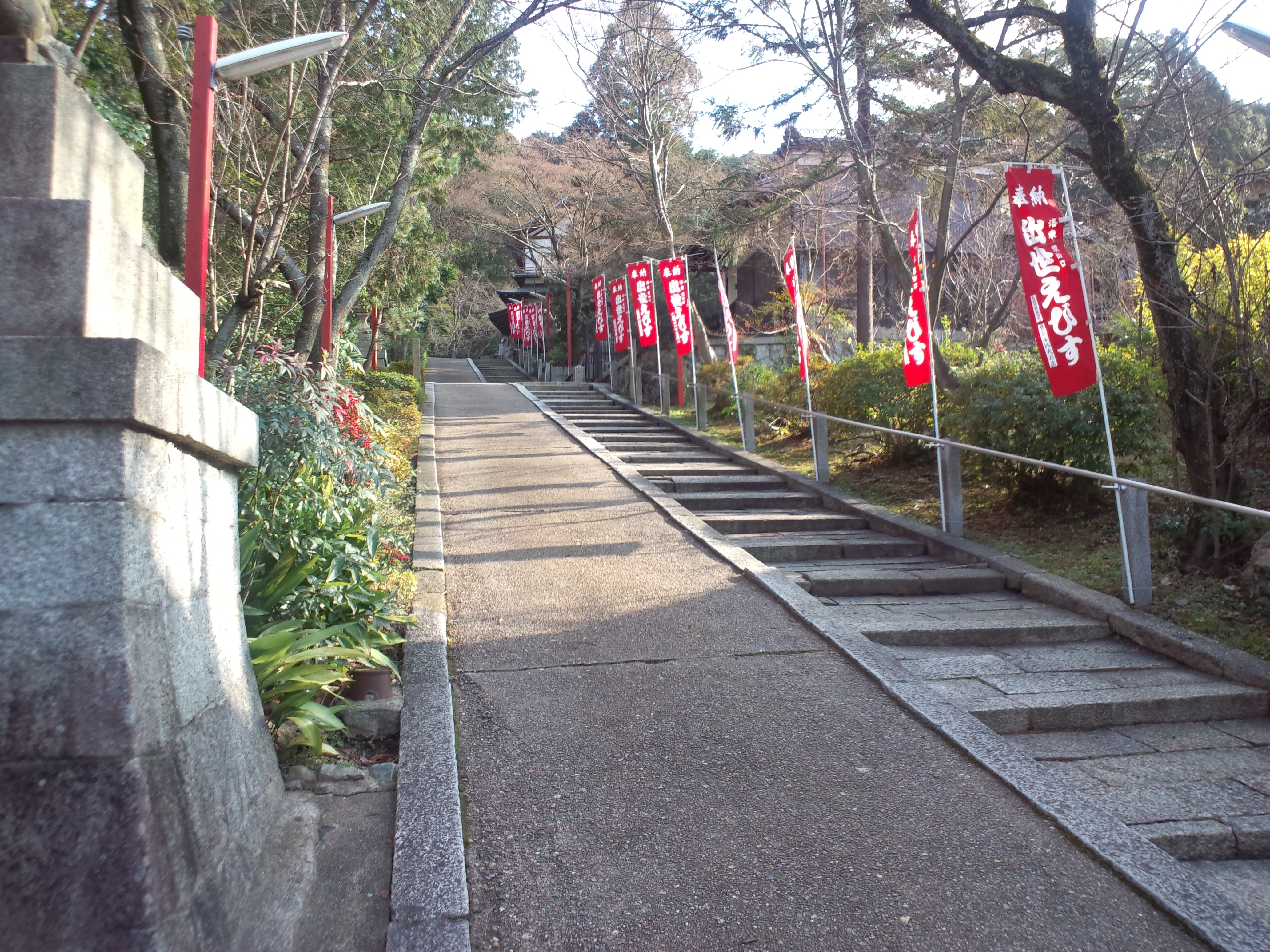
石階段
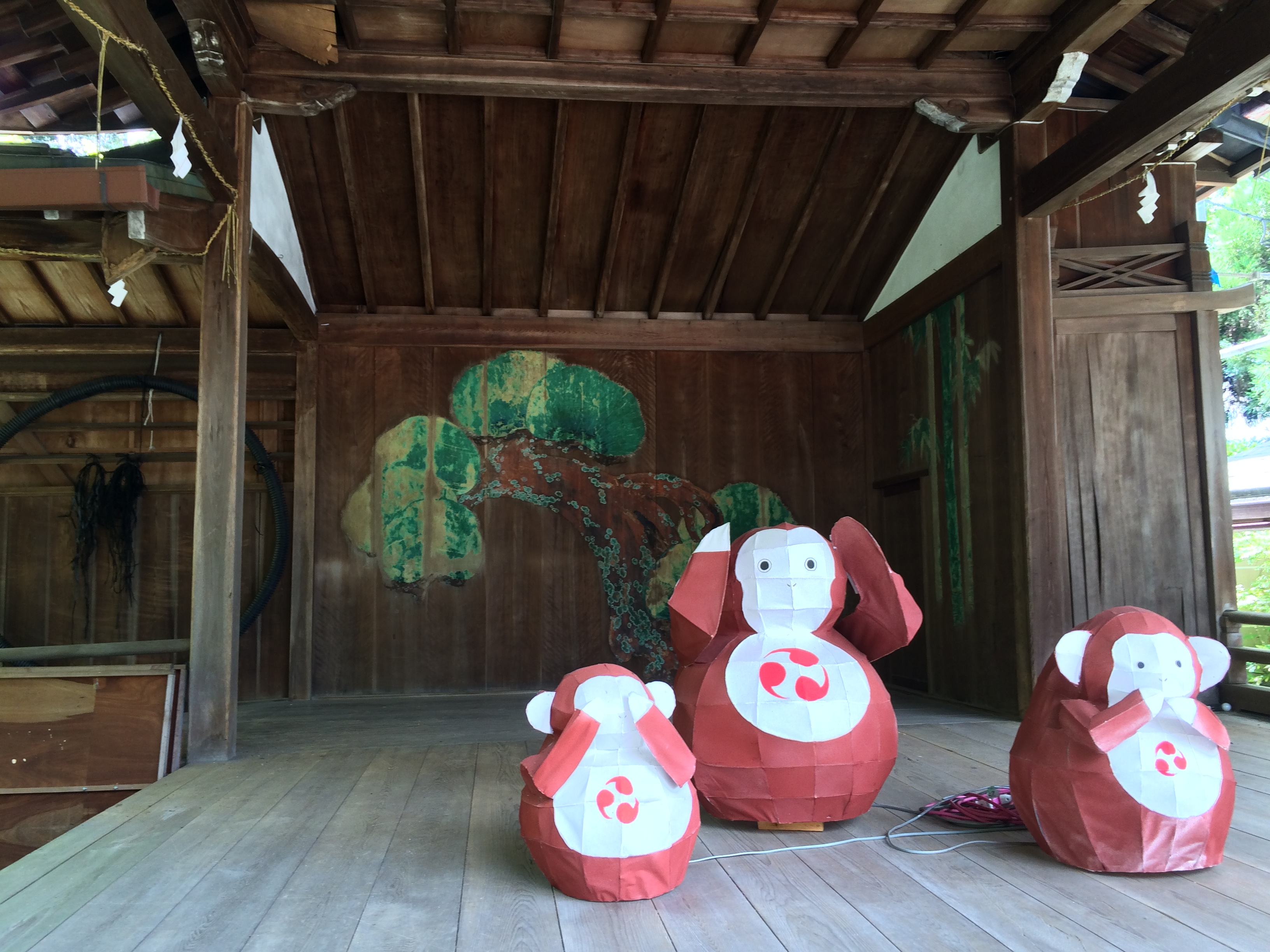
神楽殿
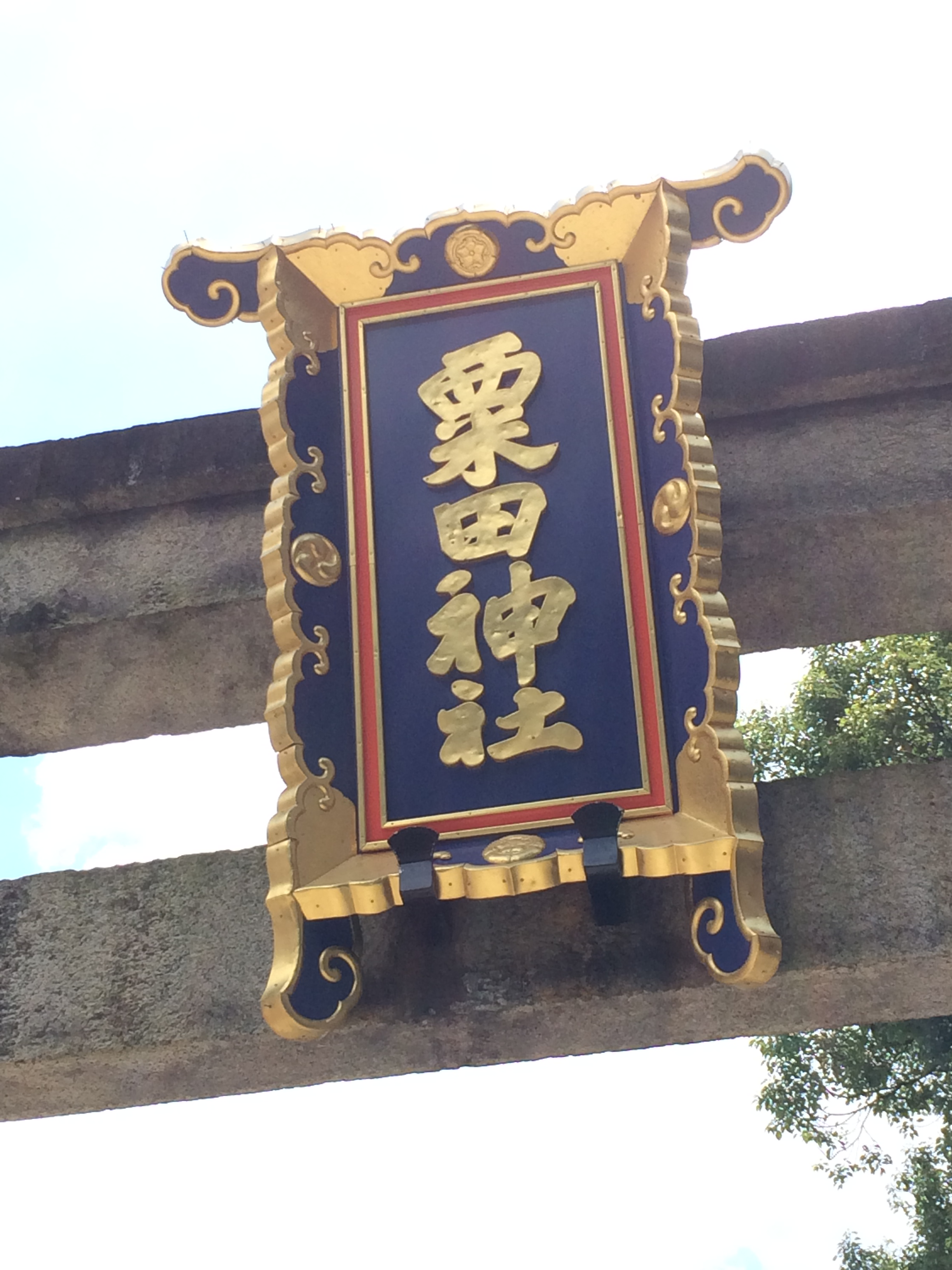
扁額
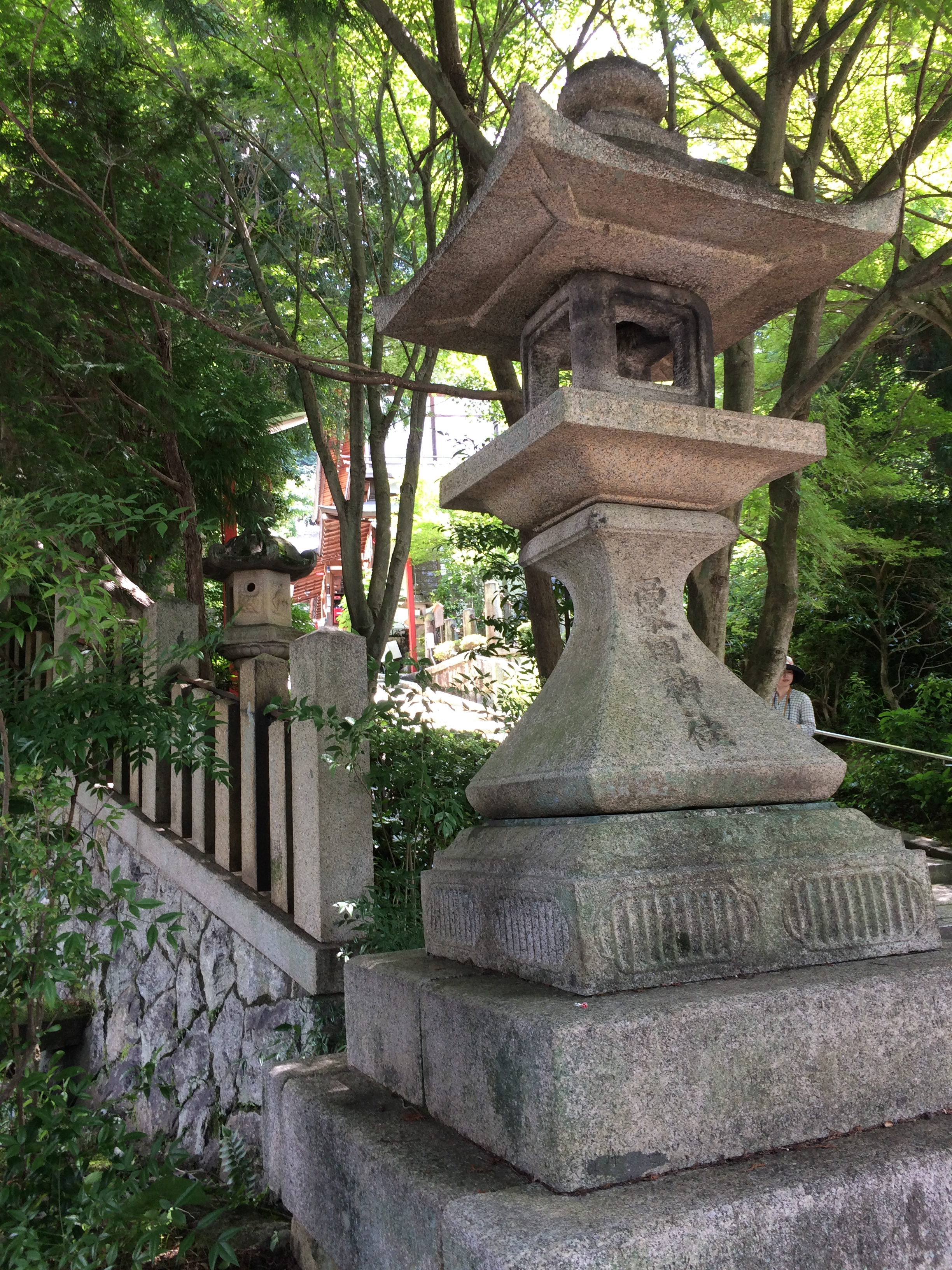
燈籠
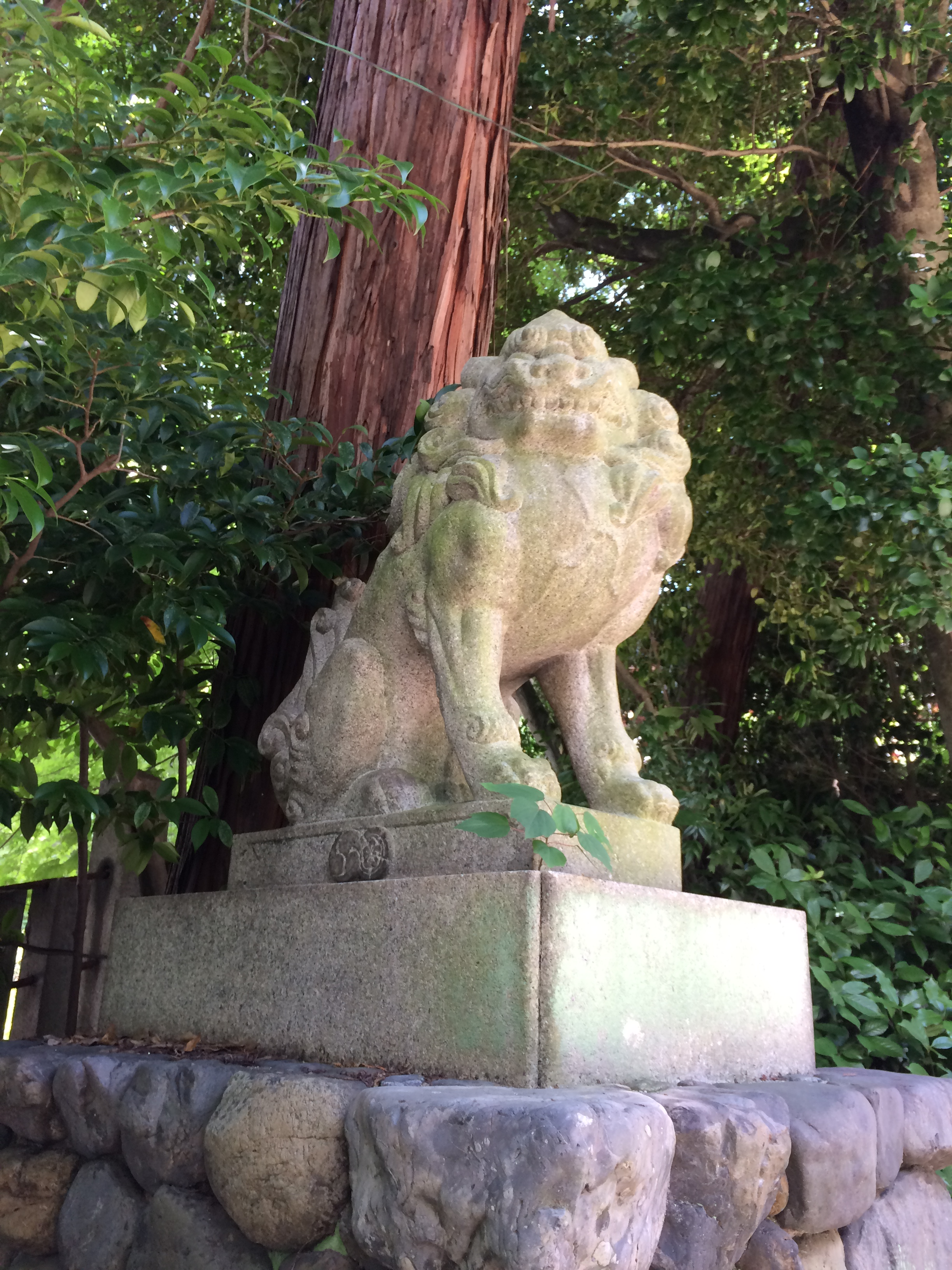
狛犬
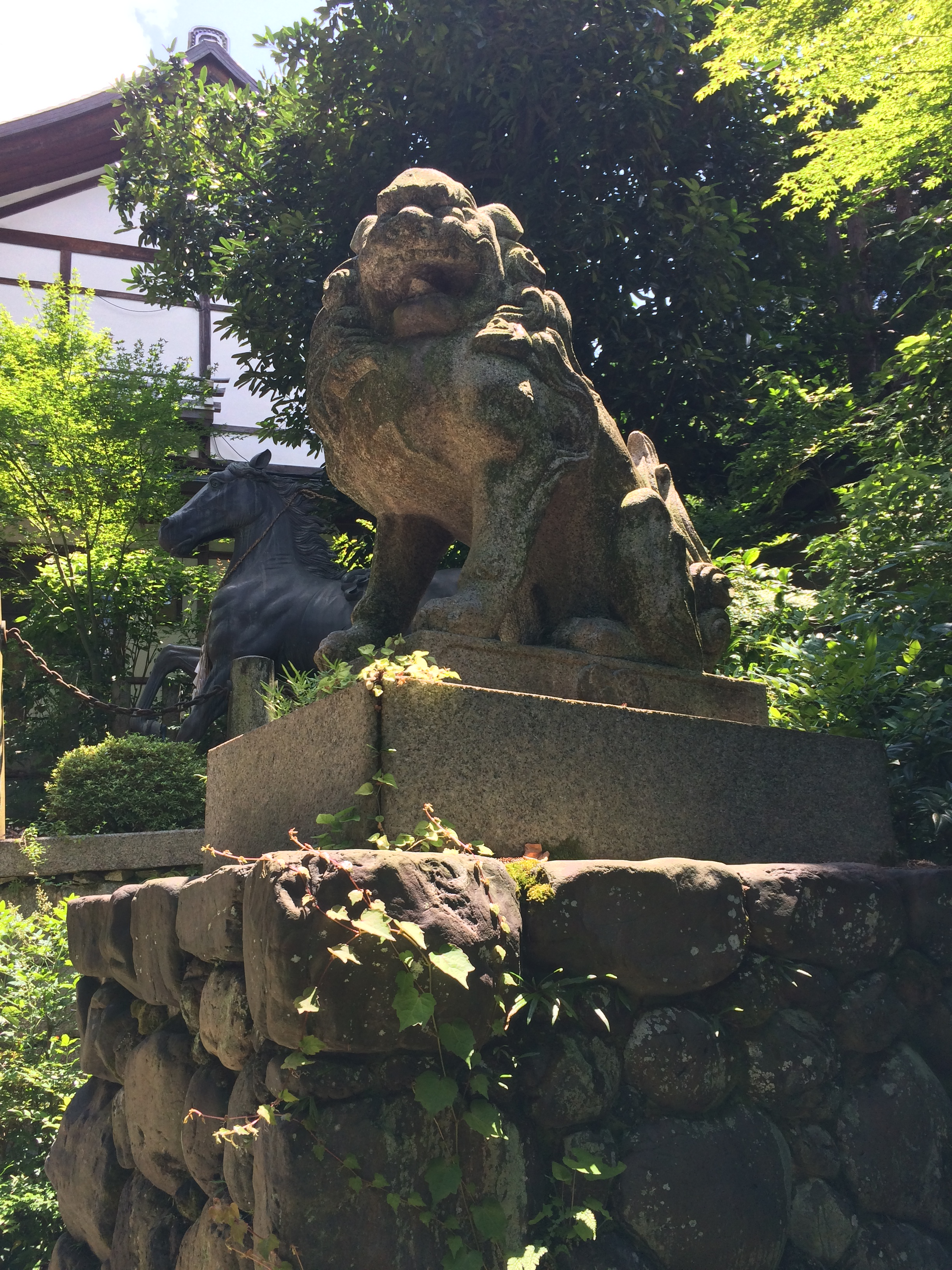
狛犬
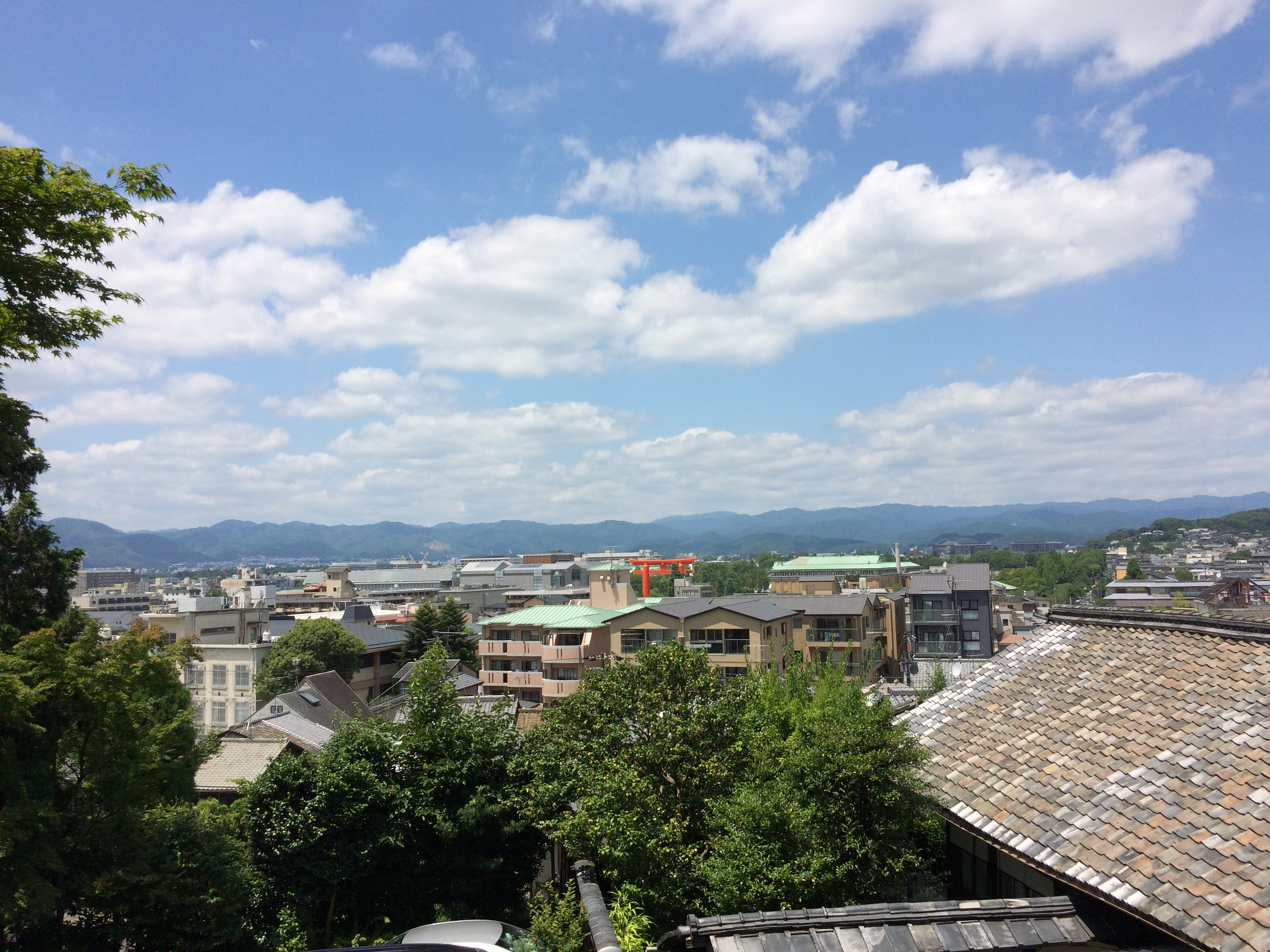
境内からの景色
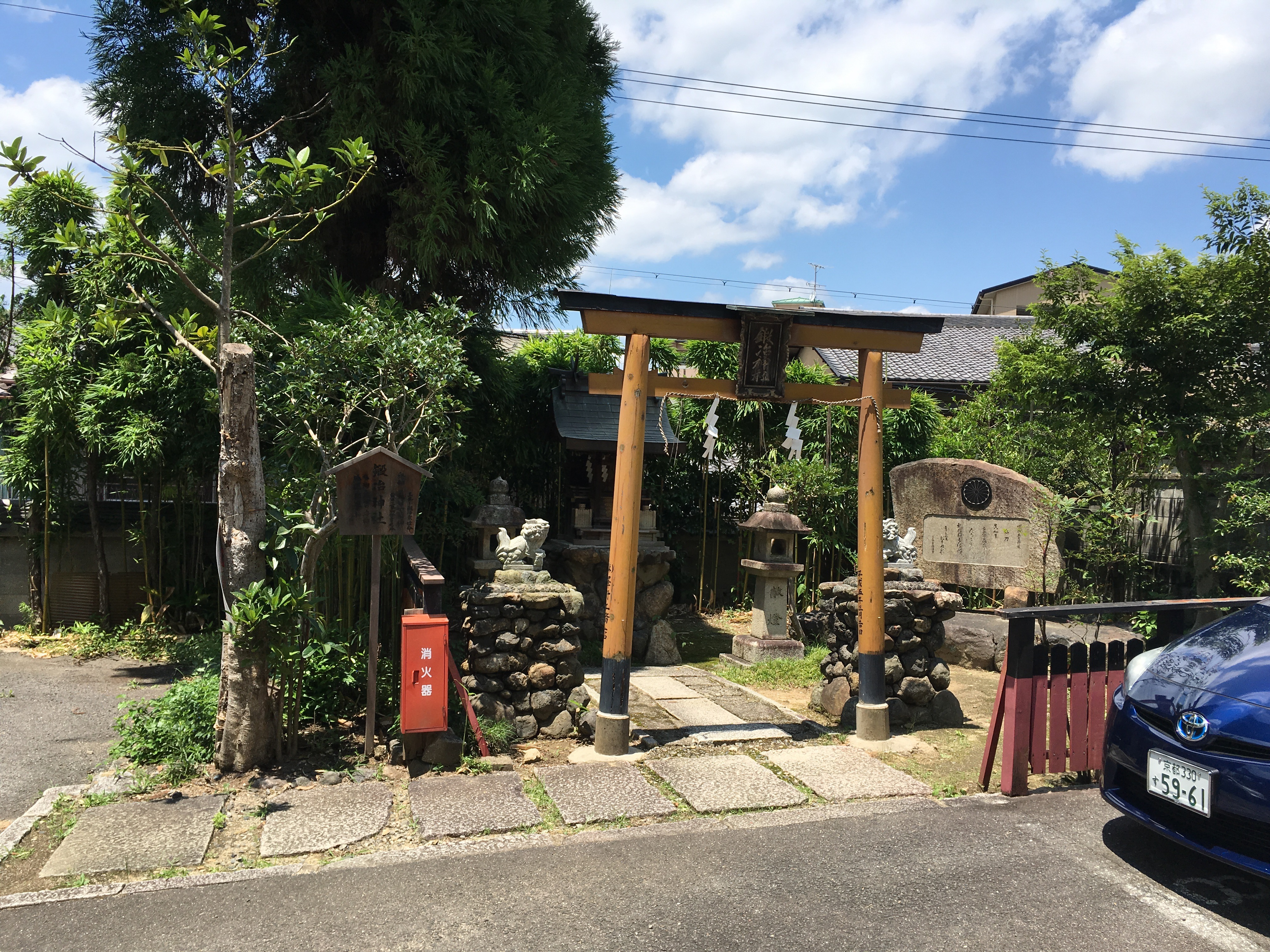
鍛冶神社

## 文化財

### 京都市指定有形文化財
- 本殿
- 幣殿
- 拝殿